# Jackson (Karolina Południowa)
Jackson – miasto w Stanach Zjednoczonych, w stanie Karolina Południowa, w hrabstwie Aiken.